# Alice in Wonderland: A Musical Porno
 (juin 2011).
Si vous disposez d'ouvrages ou d'articles de référence ou si vous connaissez des sites web de qualité traitant du thème abordé ici, merci de compléter l'article en donnant les références utiles à sa vérifiabilité et en les liant à la section « Notes et références ».
Pour les articles homonymes, voir Alice au pays des merveilles (homonymie).
Pour plus de détails, voir Fiche technique et Distribution.
Alice in Wonderland: A Musical Porno, parfois répertorié sous le titre Alice in Wonderland: An X-Rated Musical Fantasy, est un film musical pornographique, réalisé par Bud Townsend, sorti en 1976, vaguement basé sur le livre de Lewis Carroll Alice au pays des merveilles. Le film est d'abord sorti le 10 décembre 1976 aux États-Unis. Du 26 au 27 mai, il a été projeté au cinéma Grand Illusion Theater à Seattle, au cours du Satellites 2000: Ecrans From Outer Space.
Le film suit la timide Alice, employée de bibliothèque, qui rencontre un bien étrange lapin. En le poursuivant, elle se retrouve au Pays des Merveilles et y rencontre divers personnages avec lesquels elle chante, danse et découvre le sexe.
Il s'est développé un véritable culte autour de cette comédie musicale pornographique, du fait de son actrice principale Kristine DeBell, révélation du film.

## Synopsis
Alice est sur le point de fermer la bibliothèque municipale. William, un prétendant, demande à Alice de le laisser entrer pour discuter. Il souhaite l'inviter à sortir avec lui. Mais Alice refuse ses avances. William, dépité, lui dit avant de repartir travailler qu'il est temps de grandir et de profiter de la vie.
Seule, Alice repense à ce que dit William, et à ce moment-là, elle voit un lapin blanc et le suit à travers le miroir.
Alice se retrouve dans une pièce, mais la porte est trop petite pour qu'elle puisse sortir. Sur la table, elle ramasse une bouteille sur laquelle est inscrit « drink me » (« bois-moi »). Elle la boit et rapetisse. Ses vêtements n'ont pas diminué de taille, et donc Alice se retrouve nue, elle met autour d'elle un mouchoir, et commence à parcourir le pays des merveilles à la poursuite de Mr. Rabbit.
Chapitre II : Alice makes new friends and gets a lickin'
Malheureusement, elle tombe dans une rivière, et elle appelle à l'aide car elle ne sait pas nager. Scrugg, une créature des bois lui vient en aide et la ramène sur la rive. Alice rencontre les femelles de Scrugg, Oogaloo, Boogaloo et Maggy. Ils chantent et dansent ensemble. Afin de sécher Alice, les femelles la lèchent ; confuse et gênée, elle refuse d'être léchée, mais Scrugg la convainc de se laisser aller à la sensualité. Avant de repartir, Alice se fait offrir une belle robe blanche.
En chemin, elle s'abreuve dans un ruisseau et se repose sur un rocher. Elle entend quelqu'un qui lui parle et elle se rend compte que c'est le rocher sur lequel elle est assise, avec lequel elle parle. Le rocher apprécie bruyamment les caresses d'Alice. Cette dernière, curieuse, se caresse elle-même, et découvre pour la première fois son corps ; elle se redéshabille, caresse ses seins et se masturbe, finissant par avoir un orgasme. Mr. Rabbit réapparaît ensuite.
Chapitre III : Alice is invited to tea… and pulls a boner
Le Lapin Blanc va la conduire auprès du Chapelier Fou pour prendre le thé. Le chapelier fou salue Alice en se défroquant. Alice gênée se cache les yeux avec ses mains. Le Chapelier fou lui dit de regarder et de lui dire si ce qu'elle voit est vilain. Alice répond que ça a un certain charme. Le chapelier lui demande alors de sucer son sexe. La jeune femme va très vite apprendre, et se montrer plutôt douée dans cet exercice. Ensuite, elle est choquée de voir que la verge en érection se ratatine, elle croit l'avoir cassée, mais le chapelier fou lui dit que c'est normal. À ce moment-là, en entend un gros bruit de chute.
Chapitre IV : Alice learns you can't keep a good man (down) up
Le chapelier fou et Alice se rendent à l'endroit où ils entendirent le bruit et rencontrent Humpty Dumpty qui est tombé du haut de son mur. À son chevet, un docteur lui vient en aide. Mais Humpty Dumpty dit qu'il est fini, qu'il ne peut plus bander. Le docteur appelle deux infirmières à sa rescousse. Les deux employées médicales exécutent un strip-tease, et finissent allongées l'une sur l'autre en 69. Mais le spectacle n'a pas guéri Humpty Dumpty. Alice essaie à son tour de le guérir en lui suçant le pénis, et le dévouement de notre héroïne va porter ses fruits, car Humpty Dumpty exhibe un pénis en érection.
Chapitre V : Tweedledum is stuck on Tweedledee
Alice, le lapin blanc et le chapelier fou se sont perdus dans la forêt. Ils rencontrent Tweedledum et Tweedledee, un frère et une sœur qui baisent entre eux.
Chapitre VI : What do you do on a hot knight in wonderland?
Toujours perdus, nos trois héros entendent des cris de femme. Ils vont voir ce qui se passe. Ils aperçoivent une femme sur un chevalier noir. Alice, croyant que la femme est violée par le chevalier noir, lui dit si elle peut l'aider. La femme lui répond de se trouver un autre chevalier.
Arrive un chevalier blanc, qui repousse la femme, et aide son camarade à se relever. Et les chevaliers se mettent la main au cul.
Chapitre VII : Meanwhile at the royal court
Le roi et le valet de cœur sont dans la cour, et les danseuses font leur show. Tweedledum et Tweedledee sont aussi dans la cour royale.
Chapitre VIII : Alice plays the palace, the king is there and the queen comes too
Alice, le lapin blanc et le chapelier fou sont amenés à la cour royale par les chevaliers. Le lapin blanc présente Alice au roi.

## Personnages principaux
Le scénario suit vaguement l'intrigue originale de Lewis Carroll, en y incluant une version érotique des personnages du fameux livre.
- Alice : jeune vierge timide qui travaille dans une bibliothèque, Alice mène une vie rigide régie par la pudeur virginale, limite frigide. Elle refuse les avances de son petit ami William et rêve du prince charmant. Intelligente, elle se demande si elle ne passe pas à côté de la vie, mais son séjour au pays des merveilles et ses différentes rencontres permettront à Alice d'explorer sa sexualité sans sentiments de honte ou de regret.

- Le Chapelier Fou : un obsédé sexuel excentrique qui va initier Alice aux plaisirs buccaux. Le 97/8 inscrit sur le ruban de son chapeau annonce la longueur de son sexe.

- La Reine de Cœur: reine lesbienne qui demande l'amour libre et la nudité à ses sujets. Elle ne cessera de demander la tête d'Alice. En fait, c'est un jeu de mots anglais car head job y signifie relation buccale. Elle a le pubis rasé en forme de cœur.

- Humpty Dumpty : après une chute, il pense être devenu impuissant. Mais Alice lui rendra sa virilité.

- Tweedledum et Tweedledee : ils sont frère et sœur incestueux.

- William : employé dans une station-service, il est amoureux d'Alice, mais celle-ci repoussera à chaque fois ses avances. Lassé par l'attitude pudibonde d'Alice, il est sur le point d'abandonner.

## Fiche technique
- Réalisation : Bud Townsend
- Scénario : B. Anthony Fredericks
- Musique : Bucky searles,
Peter Matz,
Jack Stern
- Paroles des chansons : Bucky Searles
- Décors : Robert Stromberg
- Costume : Sarah
- Directeur artistique : Ed Duquette
- Producteur : William Osco
- Sociétés de production : General National Enterprises,
Cruiser Productions
- Casting : Dorothy Palmer
- Distribution : General National Enterprises (1976),
20th Century Fox (1977)
- Durée : 88 minutes (1 h 28)
- Langue : anglais
- Interdit aux moins de 18 ans

## Distribution
- Kristine DeBell : Alice
- Alan Novak : le chapelier fou
- Juliet Graham : la Reine de Cœur
- Larry Gelman (alias Jerry Spelman) : Mr Rabbit
- Bruce Finklesteen : le chevalier noir
- Bradford Armdexter : Humpty Dumpty, le valet de Cœur
- Ron Nelson : William
- John Lawrence : le Roi de Cœur
- Jason Williams : le chevalier blanc gay
- J.P Paradine : Scrugg, le Juge
- Tony Richards alias Tony Tsengoles : Tweedledee
- Bree Anthony alias Sue Tsengoles : Tweedledum
- Terri Hall : Maggy, l'infirmière brune, danseuse à la Cour de la Reine de Cœur
- Gila Havana : la copine du chevalier noir
- Kirsten Steen : Oogaloo, danseuse à la Cour de la Reine de Cœur
- Nancy Dare : Boogaloo, l'infirmière blonde, danseuse à la Cour de la reine de Cœur
- Astrid Hayase : la catin française
- Angel Barrett : la courtisane qui suce le roi de Cœur
- Ed Marshall : un juré
- Marcia Raven : [Qui ?]
- Melvina Peoples : danseuse noire à la Cour de la Reine de Cœur

## Production

### Genèse
L'un des phénomènes de divertissement qui se développa pendant les années 1970 fut une vogue étonnamment longue pour les versions pornographiques de contes de fées populaires et d'histoires pour enfants, prenant souvent la forme de comédies musicales. Ce genre de chose était peut-être à prévoir après l'ère du nudie-cutie des années 1960, mais le genre fut transposé aux années 1970 avec un contenu de plus en plus explicite, surtout avec la disparition définitive du Production Code en 1968, et les versions X de Cendrillon, Pinocchio, etc. sont apparues durant cette décennie.
Le réalisateur Bud Townsend fut épaulé par le producteur William Osco, qui avait saisi l'opportunité d'adapter une œuvre dont les droits étaient tombés dans le domaine public. Osco s'était déjà distingué par une parodie érotique de Flash Gordon (Flesh Gordon) en 1975.

### Tournage
Alice in Wonderland: A Musical Porno a été tourné à Palenville, dans l'État de New York, sur une propriété qui est localement connue comme le White's Castle, pendant 10 jours. La propriété est actuellement la demeure de Jed Root.
Quand William sort de la bibliothèque, Alice feuillette un livre, il s'agit des Aventures d'Alice au pays des merveilles de Lewis Carroll.
Lors de la scène où Humpty Dumpty retrouve son érection, on peut remarquer que le pénis n'est en fait qu'un godemichet en plastique rose. Ce qui se comprend puisque Bradford Armdesxter (alias Bucky Searles) n'est pas un harder.
Durant le chapitre What’s a Nice Girl Like You Doing on a Knight Like This?, quand la brune qui chevauchait le chevalier noir se fait soulever, on peut apercevoir que le chevalier noir n'a pas le pantalon baissé, révélant que la scène a été simulée.
Dans les crédits, il est écrit : « Filmed on location in Wonderland, B.C. »
Dans les bonus du DVD, Larry Gelman (alias Larry Spelman), qui joue Mr Rabbit, explique qu'il était interdit de quitter le plateau de tournage pendant les scènes hardcore.

### Musique du film
La musique est orchestrée par Peter Matz, l'un des compositeurs du Carol Burnett Show.
- Rainbow in the Sky, chanson d'ouverture du générique du film
- Growing up
- His ding a ling up, we got his ding a ling up, chanson de Humpty Dumpty
- What’s a Nice Girl Like You Doing on a Knight Like This?

### Affiche
L'affiche originale du film Alice In Wonderland: A Musical Porno a été illustrée par Jack Davis, l'un des dessinateurs de Mad Magazine.

## Controverses sur les différentes versions
En 1976, Alice in Wonderland a été initialement tourné comme un film porno, donc classé X (interdit aux moins de 17 ans). En 1977, pressentant un succès commercial certain, la 20th Century Fox reprend la distribution du film, et pour toucher un plus large public, les studios prennent la décision de déclassifier le film en R (interdit aux moins de 17 ans non accompagnés), en coupant 3 minutes de film au montage.
En 1987, après que Kristine DeBell a réorienté sa carrière dans des rôles plus académiques, et une fois qu'elle a acquis une certaine notoriété auprès du grand public, notamment avec son rôle dans le soap Les Feux de l'amour, une version triple X, avec les anciennes séquences hardcore ainsi que des rushes inédits, sort dans les salles de cinéma et dans les versions sur K7 vidéos. Un titre déroulant précède le film en notant que beaucoup de séquences hardcore avaient été initialement coupées, car ne pouvant être incluses à l'époque. Avec cette version plus hard, on s'aperçut que c'étaient bien les lèvres de Kristine DeBell, sur le pénis de Novak, et bien ses doigts sur sa vulve. Cette version intégrale du film est probablement ce qui a mené Kristine DeBell à disparaître de la scène hollywoodienne, et ce pourquoi elle a refusé d'être interviewée pour le DVD.
Car en 2007, une version restaurée du film sort en DVD.

## Box-office
William Osco avait pressenti que le film allait être un succès et il convainquit la Fox de réserver pour son film les mêmes salles de cinémas qui avaient projeté Star Wars.
Le long métrage rapporta en effet près de 90 millions de dollars.